# S225-ös személyvonat
Az S225-ös személyvonat egy személyvonat Szolnok vasútállomás és Kecskemét vasútállomás között. A járatok négyjegyű fővonali vonatszámot viselnek, amely 76-tal kezdődnek.

## Története
2023. április 2-tól használják az S225-ös viszonylatjelzést, előtte jelzés nélkül személyvonatként közlekedett.

## Útvonala
| 0  | Szolnok végállomás   | 68 | 533, 534, 537, 538, 553 Távolsági járatok 2Y, 6, 6Y, 7, 8, 8Y, 13, 13Y, 14, 15, 15Y, 16, 17, 24, 24A, 27, 33, 38 S50 , Z50 , S60 , G60 , Z60 , S220 , S820 , IC, EC, InterRégió, gyorsvonat, expresszvonat |
| 10 | Abony                | 58 | 535 S50 , Z50 , InterRégió, expresszvonat |
| 21 | Cegléd               | 27 | 520, 521, 522, 525, 526, 528, 531, 535, 537, 539, 540, 541, 542, 550, 552, 553, 555, 556, 558, 559, 560, 561, 562, 564, 565, 566 S20 , S50 , Z50 , IC, InterRégió, expresszvonat                           |
| 46 | Nagykőrös            | 9  | 549 IC |
| 57 | Kecskemét végállomás | 0  | 550, 551, 553, 555, 5245 1080, 1081, 1085, 1087, 1090, 1092, 1348, 1362, 1376 1, 2D, 2S, 7, 7C, 12D, 15, 18, 19, 20H, 21, 21D, 22, 23, 23A, 25, 32 S210 , S220 , IC, InterRégió                            |